# Krisztus utolsó megkísértése (film)
A Krisztus utolsó megkísértése (eredeti címén: The Last Temptation of Christ) 1988-ban bemutatott amerikai filmdráma Martin Scorsese rendezésében, Willem Dafoe főszereplésével (Jézus Krisztus). A film Níkosz Kazandzákisz azonos című regényének (1951) feldolgozása.
A film Jézus Krisztus életét követi, akit különféle formákban kísért meg a Sátán, a félelem, a kétség, a depresszió, és a kevélység formájában. Mind a filmben, mind a regényváltozatban szerepel egy olyan jelenet, amelyben Jézus magát szexuális aktusba képzeli bele, amely több keresztény közösségnél is felháborodást okozott. Mindazonáltal a film egy felirattal kezdődik, mely szerint a cselekmény nem az evangéliumokon alapul, hanem pusztán fikció.
A film pozitív kritikákat kapott, Scorsesét pedig Oscar-díjra jelölték a legjobb rendező kategóriában. Barbara Hershey alakítása és Peter Gabriel zenéje Golden Globe-díjra lett jelölve, Harvey Keitel azonban Arany Málna díjra. Ugyanakkor a mai napig heves vitákat generál a film témája, Magyarországon is előfordult, hogy megakadályozták a sugárzását a tévében.

## Cselekmény
Názáreti Jézus egy ács a rómaiak által megszállt Júdeában, aki saját vágyai és az isteni terv alapján rá rendeltetett feladat között tépelődik. Barátját, Iskarióti Júdást megbízzák azzal, hogy ölje meg őt, mert azt gyanítják, hogy segít a rómaiaknak keresztre feszíteni a zsidó lázadókat – de miután Júdás kezdi úgy érezni, hogy ő a Messiás, arra próbálja meg rávenni, hogy indítson felszabadító háborút a rómaiak ellen. Mikor Jézus megérteti vele, hogy az ő üzenete a szeretet az egész emberiség felé, Júdás figyelmezteti, hogy ne ártson a lázadásnak.
Jézus megkezdi a prédikálást, miután megmenti Mária Magdolnát a feldühödött tömeg kövezésétől, majd Alámerítő János megkereszteli őt. Hamarosan tanítványai is lesznek, akik némelyike szeretne felszabadulni a római uralom alól, miközben Jézus csak a spirituális dolgokkal foglalkozik. Hogy próbára tegye kapcsolatát Istennel, kivonul a pusztába, ahol ellenáll a Sátán kísértésének. Miután visszatér, Lázár húgai, Márta és Mária viselik gondját, akik arra bátorítják, hogy nősüljön meg és legyenek gyerekei.
Miután csodákat tesz, többek között feltámasztja Lázárt, Jézus híre eljut Jeruzsálembe is, ahová bevonul, majd kiűzi a kufárokat a templomból. Elkezd vérezni a kezén, amit jelként értékel, hogy kereszthalálával kell megváltania az emberiséget, ezért azt kéri Júdástól, hogy adja őt fel a rómaiaknak. Tanítványaival részt vesz a pészah széderestéjén, amikor is Júdás a római katonák kezére adja őt. Poncius Pilátus közli Jézussal, hogy meg kell halnia, mert veszélyt jelent a római fennhatóságra, ezért megkorbácsoltatják, majd pedig kereszthalált kell halnia.
Mikor már a kereszten van, megjelenik előtte egy fiatal hölgy, aki magát az őrangyalának nevezi. Közli vele, hogy bár ő Isten fia, de nem a Messiás, és hogy Isten elégedett vele és azt akarja, hogy boldog legyen. Leveszi őt a keresztről, és miközben mások számára láthatatlan marad, elviszi Mária Magdolnához, akit elvesz feleségül. Boldogan élnek, ám felesége váratlanul meghal. Őrangyala ezután megvigasztalja, és azt mondja, hogy folytassa tovább életét Lázár húgaival. Már idős emberként találkozik Pál apostollal, akinek megpróbálja elmondani, hogy ő az az ember, akiről prédikál. Pál azonban közli vele, hogy ha Jézus nem is halt meg a kereszten, az üzenete az igazság, és semmi nem akadályozhatja meg benne, hogy azt terjessze. Jézus kételkedik ebben, közölve, hogy a megváltás nem alapulhat hazugságokon.
Élete végén, amikor a rómaiak épp leverik a zsidók lázadását, a haldokló Jézus halálos ágyához hívatja a tanítványokat. Mikor Júdás is megérkezik, közli Jézussal, hogy az őrangyala valójában a Sátán, aki elhitette vele, hogy nem kell feláldoznia magát, hogy megmentse a világot. Keresztülgyalogolva a lángoló városon, Jézus visszamegy a keresztre feszítésének helyére, és könyörög Istenhez, és hagyja beteljesíteni küldetését, magát a Messiásnak nevezve. Jézus ekkor újra a kereszten találja magát, mert sikerült ellenállnia az utolsó megkísértésnek is. Felkiált a kereszten: "Bevégeztetett!", és meghal.

## Szereposztás
| Szerep            | Színész            | Magyar hang        |
| ----------------- | ------------------ | ------------------ |
| Jézus Krisztus    | Willem Dafoe       | Mácsai Pál         |
| Iskarióti Júdás   | Harvey Keitel      | Dunai Tamás        |
| Mária Magdolna    | Barbara Hershey    | Kovács Nóra        |
| Péter apostol     | Victor Argo        | Sinkó László       |
| Pál apostol       | Harry Dean Stanton | Végvári Tamás      |
| Poncius Pilátus   | David Bowie        | Kautzky Armand     |
| Szűz Mária        | Verna Bloom        | Bodnár Erika       |
| Keresztelő János  | Andre Gregory      | Gruber Hugó        |
| Őrangyal          | Juliette Caton     | Csondor Kata       |
| Mária, Lázár húga | Randy Danson       | Andresz Kati       |
| Márta             | Peggy Gormley      | Csere Ágnes        |
| András apostol    | Gary Basaraba      | Horváth Lajos Ottó |
| Fülöp apostol     | Paul Herman        | Izsóf Vilmos       |
| Jakab apostol     | John Lurie         | Jakab Csaba        |
| János apostol     | Michael Been       | Mihályi Győző      |
| Nátánel apostol   | Leo Burmester      | Hankó Attila       |
| Tamás apostol     | Alan Rosenberg     | Várkonyi András    |
| Zebedeus          | Irvin Kershner     | Kun Vilmos         |
| Lázár             | Tomas Arana        |                    |
| centurio          | Steven Shill       | Orosz István       |
| zélóta            | Paul Greco         | Barbinek Péter     |

## Forgatása
Scorsese gyerekkora óta szeretett volna filmet forgatni Jézus életéről. Amikor 1972-ben "A lázadók ökle" című filmben együtt dolgozott Barbara Hershey-vel, ő adott neki egy példányt Kazandzákisz regényéből. Scorsese a hetvenes évek végén döntötte el a megfilmesítését, és Paul Schradert kérte fel, hogy írja meg a forgatókönyvet. Eredetileg közvetlenül "A komédia királya" után kezdte volna el a forgatást, 14 millió dolláros költségvetéssel a Paramount jóvoltából, méghozzá teljes egészében Izraelben. Az eredeti szereposztás szerint Aidan Quinn lett volna Jézus, Sting játszotta volna Poncius Pilátust, Ray Davies lett volna Júdás, Vanity pedig Mária Magdolna. Csakhogy a Paramount részéről komoly aggodalmak kezdtek megfogalmazódni, főleg a folyamatosan növekvő költségvetés miatt, de azért is, mert tiltakozó hangvételű leveleket kaptak már ekkor is egyes keresztény csoportoktól. Ezért a projektet törölték 1983 végén, Scorsese pedig helyette leforgatta a "Lidérces órák"-at.
1986-ban a Universal Studios érdeklődését fejezte ki a projekt iránt, és felajánlották Scorsesenek, hogy adnak 7 millió dollárt és 58 napot, hogy leforgassa a filmet, cserébe csak annyit kértek, hogy később készítsen nekik egy közönségbarátabb filmet is (ez lett később "A rettegés foka"). Jay Cocks átdolgozta Schrader eredeti forgatókönyvét; időközben Aidan Quinn nem vállalta a szerepet, ezért Willem Dafoe-ra esett a választás. Sting ugyancsak visszalépett, ezért került be helyette David Bowie. A forgatás 1987 októberében kezdődött Marokkóban, ami nem ment egyszerűen, már csak a sietős tempó miatt sem. Több jelenetet improvizáltak, és a körülmények miatt meglehetősen minimalista díszleteket tudtak csak építeni.A forgatás 1987. december 25-én ért véget.

## Zene
A film zenéjét Peter Gabriel szerezte, amelyért Golden Globe-díjra jelölték a legjobb eredeti filmzene kategóriában 1988-ban. "Passion" címmel megjelent CD-n is, amely 1990-ben Grammy-díjat nyert a legjobb New Age album kategóriában. "Passion – Sources" címmel megjelent Peter Gabrieltől egy második album is, amelyen további, a filmzenét inspiráló hatások alapján készült dalok hallhatóak.

## Fogadtatása
A film, eltekintve a tiltakozásoktól, alapvetően pozitív kritikákat kapott. A Filmtett kritikája szerint "a film összetettsége miatt a két óra negyven perces futamidő túl kevés. Ezt bizonyítják a kisebb mágikus tettek, vagy épp karakterpillanatok és a nagy csodák közti éles vágások, amik konfúzióhoz vezető jelenetátmenetekben teljesültek ki. Egyik percben a Sátán kísért a sivatagban, a másikban már a tanítványok kezdenek kételkedni prófétájuk visszatérésében. Ezt ugyan megoldják úgy, hogy a párbeszédbe ágyazzák az eltelt időt, vagy épp a kamerán kívül történteket, de ezek a sorok nyilvánvalóan csak azt a célt szolgálják és a dialógusok rovására is, hiszen elég véletlenszerű az időzítésük. Ugyancsak az időhiánnyal kapcsolatosan, sok jelenet hossza szinte matematikai precízióval van kezelve. Majdnem ugyanannyi időt töltünk például az a bizonyos templom megtisztításával, mint a bor vízzé választásával. Így a hasonló fontosságú jelenetek súlyukat vesztik igen könnyen. De az általános kivitelezése ezeknek nem lesz rossz és a címben említett esemény egy ügyes történeti csavarban teljesül ki, ami előrelátható, de logikával szolgál a mitológiában amúgy „AZÉRT, MERT JÓ ÉS HISZ” féle magyarázatnak, illetve tovább humanizálja Krisztust, amit a Biblia is tett azelőttig."
A CineMániás szerint "a Krisztus utolsó megkísértése vitán felül minden idők egyik, ha nem a legmegosztóbb filmje lett. Ez nem is csoda, hiszen Scorsese műve a brutális valóságot tárja a szemünk elé. Azonban ezt nem úgy teszi, mint például A passió, mely a hitelességet a vértől és a holtnyelvektől várta. A valóság, az igazi mély gondolatok és a felelősséggel járó szörnyű gyötrődés miatt lesz szinte tapintható. Bár a legkevésbé sem könnyű darab, mindenkinek kötelező jelleggel ajánlom, hogy most azonnal dobja el, ami a kezében van és nézze meg a Krisztus utolsó megkísértését,hiszen ennél aktuálisabb időpontban nem is tehetné."
"A hét mesterlövésze" című rádióműsorban és könyvben Puzsér Róbert és Farkas Attila Márton úgy nyilatkoztak róla, hogy mindennél erősebb spirituális hatást közvetít, eretnek film, ugyanakkor a Júdás evangéliumának felidézése üdvtörténeti szempontból roppant érdekes és alapvetően keresztényi, a film mélyen keresztényi szellemű film.

## Botrányok
1988. október 22-én egy integrista katolikus csoport felgyújtotta a párizsi Saint Michel mozit, ahol a filmet vetítették. Nem sokkal éjfél után egy kevésbé szem előtt lévő helyiségben alágyújtottak egy ülésnek egy szerkezettel, amely kálium-klorát és kénsav elegyének hatására kapott lángra. Tizenhárom ember sérült meg, közülük négyen súlyosan, a mozi pedig komoly károkat szenvedett.
A film bemutatója után Scorsese halálos fenyegetéseket is kapott fundamentalistáktól, ami miatt pár évig testőrökkel kellett közlekednie.
Mivel a film több ponton eltér az evangéliumoktól, és van benne egy jelenet, amelyben Jézus és Mária Magdolna elhálják a házasságukat, több keresztény csoport tiltakozott és követelte a film betiltását. Egy kaliforniai vallási rádióadó szervezésében tüntetés volt a Universal Studios székháza előtt – az egyik tüntető Lew Wasserman elnöknek öltözött, és eljátszotta, hogy a cégvezér felszögeli Krisztust a keresztre. Bill Bright evangelista meg akarta venni a film eredeti kópiáját, csak hogy megsemmisíthesse. A tiltakozásoknak annyi eredménye volt, hogy több mozi inkább nem tűzte a műsorára a filmet.
Több országban, köztük Chilében, Görögországban, Dél-Afrikában, Törökországban, Mexikóban és Argentínában a filmet vagy betiltották vagy csak cenzúrázva mutathatták be. Jelenleg teljes egészében csak a Fülöp-szigeteken és Szingapúrban van betiltva – utóbbi országban 2020-ban a Netflixről is el kellett távolítani.
Hazánkban 1994-ben a Magyar Televízió mutatta be először tévében. Komolyabb visszhangja annak lett, amikor 1997. november 21-én az RTL Klub is műsorára tűzte volna, de Paskai László bíboros, prímás, esztergom-budapesti érsek, a Magyar Katolikus Püspöki Kar és a Magyarok Világszövetsége tiltakozása miatt levették a műsorról.